# Comté de Valley (Nebraska)
Pour les articles homonymes, voir Comté de Valley.
Le comté de Valley est un comté de l'État du Nebraska, aux États-Unis. Son siège est la ville de Ord.